# Бужбецкий, Иван Лаврентьевич
Иван Лаврентьевич Бужбецкий (1770—1835) — отставной майор, коллежский советник, герой русско-шведской войны 1788—1790 годов.

## Биография
Родился в 1770 году, происходил из обер-офицерских детей, записан в дворянские книги Московской губернии.
В военную службу вступил в 1786 году подпоручиком в Финляндский егерский корпус. В 1788—1790 годах в чине поручика принимал участие в русско-шведской войне и 26 ноября 1789 года был награждён орденом Св. Георгия 4-й степени (№ 364 по кавалерскому списку Судравского и № 679 по списку Григоровича — Степанова)
Во уважение отличной храбрости, оказанной с 3 на 4 августа, когда по позыву охотников, перешед мост при реке Кюмени и, невзирая на усиленный отпор неприятеля, сбил его и овладел двумя пушками.
Впоследствии Бужбецкий дослужился до майора и в 1797 году вышел в отставку. В чине коллежского советника служил на гражданских должностях в Московской губернии и был крупным домовладельцем. Скончался в 1835 году.
Был дважды женат; сначала на Анне Ивановне Рейс, 2-я жена — Татьяна Емельяновна. Имел пять сыновей и трёх дочерей. Один из его сыновей, Александр Иванович Бужбецкий (1806—1854) был подполковником и также кавалером ордена Св. Георгия 4-й степени.